# Ульрікке Брендсторп
Ульрікке Брандсторп (відома як просто Ульрікке, нар. 13 липня 1995, Сарпсборг, Норвегія) — норвезька співачка, авторка пісень і музична акторка. Відома участю в норвезьких співочих конкурсах Idol (2013), The Voice (2015), Stjernekamp (2018), а в 2020 році, як учасниця «Maskorama», аналог українських телешоу «Маскарад» та «Маска» .

## Кар'єра
Ульрікке брала участь у норвезькому музичному конкурсі Melodi Grand Prix 2017, де зайняла четверте місці з піснею «Places». У 2019 році зіграла роль Лізли у мюзиклі «Звук музики» в театрі Folketeateret, Осло. У 2020 році вона виграла норвезький музичний конкурс Melodi Grand Prix 2020 з піснею «Attention» і мала представляти Норвегію на Пісенному конкурсі Євробачення 2020, який мав відбутися у Роттердамі, Нідерланди, до скасування конкурсу через пандемію COVID-19. Їй запропонували прямий вихід до фіналу Melodi Grand Prix 2021, але вона відмовилася.
12 грудня 2020 року, Ульрікке стала переможницею шоу «Maskorama».
2023 року знову стала учасницею Melodi Grand Prix, де фінішувала на другому місці.